# Vzpírání na Letních olympijských hrách 1988
Vzpěračské soutěže na Letních olympijských hrách 1988 probíhaly od 18. do 29. září. Závodilo se na činkách značky Uesaka v Soulském olympijském parku v budově dnešní Umělecké síně Woori Financial (우리금융아트홀), která disponovala kapacitou 4 000 diváků. Soutěžilo se v 10 mužských kategoriích, medaile byly udělovány na základě výsledku v olympijském dvojboji. Soutěží se po 8 letech zúčastnili reprezentanti Sovětského svazu a dalších zemí Východního bloku, včetně Československa, kteří kvůli bojkotu nebyli přítomni na Hrách XXIII. olympiády, jež se roku 1984 konaly v Los Angeles. Právě reprezentace Sovětského svazu se ziskem 6 zlatých medailí stala nejúspěšnější výpravou v tomto sportovním odvětví.

## Průběh soutěží
Do soutěží bylo přihlášeno celkem 245 vzpěračů ze 62 zemí světa. Protože se soutěžilo v 10 hmotnostních kategoriích, mohlo jeden stát reprezentovat až 10 závodníků (ale pouze za předpokladu, že všichni splnili kvalifikační podmínky IWF). Bez ohledu na kvalifikační kritéria mohl každý národní olympijský výbor do soutěží vyslat až 2 reprezentanty. Pravidla vzpírání byla v roce 1988 v jistých ohledech odlišná od dnešních; zátěž na čince se zvedala po násobcích 2,5 kg a stejně tak se do olympijského dvojboje započítávaly pouze násobky této hodnoty. Závodníci měli k dispozici časový limit 2 minut (případně 3 minut, pokud byl jeden závodník, vzhledem k pravidlům určujícím pořadí nástupu k pokusům, nucen absolvovat dva po sobě jdoucí pokusy).
Vedle řady překonaných světových a olympijských rekordů zasáhly Hry v roce 1988 v plné síle problémy s dopingem. Ještě v průběhu soutěží byli usvědčeni z užití krycí látky furosemidu dva bulharští olympijští vítězové Mitko Grablev (v kat. do 56 kg) a Angel Genčev (v kat. do 67,5 kg). Po odhalení druhého případu se zbylí bulharští vzpěrači odhlásili. Pro Bulharsko se jednalo o první z řady vzpěračských dopingových skandálů, se kterými se potýká až do současnosti. Dalšími diskvalifikovanými byli Maďaři Kálmán Csengeri (čtvrtý v kategorii do 75 kg) a Andor Szanyi (stříbrný v kategorii do 100 kg) za užití stanozolu a španělský reprezentant Fernando Mariaca (třináctý v kat. do 67,5 kg), jemuž byla v těle diagnostikována přítomnost pemolinu. Kromě toho reprezentanti Švédska a Kanady předčasně odcestovali domů a použití zakázaných prostředků přiznali zpětně. Mezinárodní vzpěračskou federaci skandál tohoto rozsahu donutil přijímat různá opatření, což znamenalo také mj. zavedení nových hmotnostních kategorií od roku 1993 ve snaze oprostit se od minulé éry. V souvislosti s negativní dopingovou publicitou se vzpírání postupně začalo dostávat pod silný tlak Mezinárodního olympijského výboru a dokonce na pokraj vyřazení z programu OH, kde se i přes určitá zlepšení nachází doposud.
Vzpěračských soutěží se pod vedením šéftrenéra Emila Brzósky zúčastnilo také 5 reprezentantů Československa, kteří svými výkony nenavázali na úspěchy československého vzpírání z OH v Moskvě. Celkem čtyři z nich nebyli klasifikováni v dvojboji: Juraj Dudaš (kat. do 100 kg) třikrát neuspěl na základní váze 172,5 kg v trhu, Miloš Čiernik (kat. do 100 kg) třikrát nezvládl 210 kg v nadhozu, Anton Baraniak (kat. do 110 kg) neuspěl rovněž v nadhozu na 220 kg a nad síly Jiřího Zubrického (kat. nad 110 kg) bylo 185 kg v trhu. Jediným klasifikovaným tak byl Petr Hudeček v nejtěžší váhové kategorii nad 110 kilogramů. S výkony 175 kg v trhu, 225 kg v nadhozu a dvojbojovým součtem 400 kg obsadil konečné, bodované, páté místo.

## Medailisté

### Muži
| Kategorie  | Zlato                                               | výsledek                        | Stříbro                                                | výsledek                  | Bronz                                               | výsledek               |
| do 52 kg   | Sevdalin Marinov · Bulharsko (BUL)                  | 270 kg SR (120 SR + 150 OR)     | Džon Bjong-kwan · Jižní Korea (KOR)                    | 260 kg (112,5 + 147,5)    | Che Čuo-čchiang · Čína (CHN)                        | 257,5 kg (112,5 + 145) |
| do 56 kg   | Oksen Mirzojan · Sovětský svaz (URS)                | 292,5 kg OR (127,5 OR + 165 OR) | Che Jing-čchiang · Čína (CHN)                          | 287,5 kg (125 + 162,5)    | Liou Šou-pin · Čína (CHN)                           | 267,5 kg (127,5 + 140) |
| do 60 kg   | Naim Süleymanoğlu · Turecko (TUR)                   | 342,5 kg SR (152,5 SR + 190 SR) | Stefan Topurov · Bulharsko (BUL)                       | 312,5 kg (137,5 + 175)    | Jie Chuan-ming · Čína (CHN)                         | 287,5 kg (127,5 + 160) |
| do 67,5 kg | Joachim Kunz · Německá demokratická republika (GDR) | 340 kg (150 + 190)              | Israjel Militosjan · Sovětský svaz (URS)               | 337,5 kg (155 OR + 182,5) | Li Ťin-che · Čína (CHN)                             | 325 kg (147,5 + 177,5) |
| do 75 kg   | Borislav Gidikov · Bulharsko (BUL)                  | 375 kg OR (167,5 OR + 207,5 OR) | Ingo Steinhöfel · Německá demokratická republika (GDR) | 360 kg (165 + 195)        | Aleksandar Varbanov · Bulharsko (BUL)               | 357,5 kg (157,5 + 200) |
| do 82,5 kg | Israil Arsamakov · Sovětský svaz (URS)              | 377,5 kg (167,5 + 210)          | István Messzi · Maďarsko (HUN)                         | 370 kg (170 + 200)        | I Gjong-gun · Jižní Korea (KOR)                     | 367,5 kg (160 + 207,5) |
| do 90 kg   | Anatolij Chrapatyj · Sovětský svaz (URS)            | 412,5 kg OR (187,5 OR + 225 OR) | Nail Muchameďjarov · Sovětský svaz (URS)               | 400 kg (177,5 + 222,5)    | Sławomir Zawada · Polsko (POL)                      | 400 kg (180 + 220)     |
| do 100 kg  | Pavel Kuzněcov · Sovětský svaz (URS)                | 425 kg OR (190 OR + 235 OR)     | Nicu Vlad · Rumunsko (ROU)                             | 402,5 kg (185 + 217,5)    | Peter Immesberger · Západní Německo (FRG)           | 395 kg (175 + 220)     |
| do 110 kg  | Jurij Zacharevič · Sovětský svaz (URS)              | 455 kg SR (210 SR + 245 OR)     | József Jacsó · Maďarsko (HUN)                          | 427,5 kg (190 + 237,5)    | Ronny Weller · Německá demokratická republika (GDR) | 425 kg (190 + 235)     |
| nad 110 kg | Aljaksandr Kurlovič · Sovětský svaz (URS)           | 462,5 kg OR (212,5 OR + 250)    | Manfred Nerlinger · Západní Německo (FRG)              | 430 kg (190 + 240)        | Martin Zawieja · Západní Německo (FRG)              | 415 kg (182,5 + 232,5) |

## Pořadí zemí

### Medailová tabulka
| Pořadí | Země             | Zlato | Stříbro | Bronz |
| ------ | ---------------- | ----- | ------- | ----- |
| 1.     | Sovětský svaz    | 6     | 2       | -     |
| 2.     | Bulharsko        | 2     | 1       | 1     |
| 3.     | Východní Německo | 1     | 1       | 1     |
| 4.     | Turecko          | 1     | –       | -     |
| 5.     | Maďarsko         | –     | 2       | -     |
| 6.     | Čína             | –     | 1       | 4     |
| 7.     | Západní Německo  | –     | 1       | 2     |
| 8.     | Jižní Korea      | –     | 1       | 1     |
| 9.     | Rumunsko         | –     | 1       | -     |
| 10.    | Polsko           | –     | –       | 1     |

### Neoficiální klasifikace zemí
| Pořadí | Země                   | Zlato | Stříbro | Bronz | Celkově |
| ------ | ---------------------- | ----- | ------- | ----- | ------- |
| 1.     | Sovětský svaz          | 6     | 2       | –     | 54      |
| 2.     | Čína                   | –     | 1       | 4     | 28      |
| 3.     | Bulharsko              | 2     | 1       | 1     | 23      |
| 4.     | Východní Německo       | 1     | 1       | 1     | 19      |
| 5.     | Maďarsko               | –     | 2       | –     | 15      |
| 6.     | Polsko                 | –     | –       | 1     | 15      |
| 7.     | Západní Německo        | –     | 1       | 2     | 13      |
| 8.     | Jižní Korea            | –     | 1       | 1     | 13      |
| 9.     | Turecko                | 1     | –       | –     | 9       |
| 10.    | Rumunsko               | –     | 1       | –     | 8       |
| 11.    | Japonsko               | –     | –       | –     | 5       |
| 12.    | Spojené království     | –     | –       | –     | 4       |
| T13    | Indonésie              | –     | –       | –     | 3       |
| T13    | Spojené státy americké | –     | –       | –     | 3       |
| T15    | Československo         | –     | –       | –     | 2       |
| T15    | Francie                | –     | –       | –     | 2       |
| T17    | Egypt                  | –     | –       | –     | 1       |
| T17    | Itálie                 | –     | –       | –     | 1       |
| T17    | Kanada                 | –     | –       | –     | 1       |
| T17    | Řecko                  | –     | –       | –     | 1       |